# نوک‌تخت اقیانوس آرام
نوک‌تخت اقیانوس آرام (نام علمی: Rhynchocyclus pacificus) گونه‌ای از پرندگان خانواده ژیان‌مرغان است که در کلمبیا و اکوادور یافت می‌شود.
زیستگاه طبیعی آن جنگل‌های جلگه‌ای نمناک نیمه‌گرمسیری یا گرمسیری است.